# هيلين آشر
هيلين آشر (بالإنجليزية: Helen Asher)‏ (1927 في ألمانيا - 2004 في أستراليا)؛ كاتِبة وروائية أسترالية-ألمانية.